# Werner Schlager
Werner Schlager (Wiener Neustadt, 28 september 1972) is een professioneel tafeltennisser uit Oostenrijk. Hij werd wereldkampioen in 2003. Zijn huidige club is SVS Niederösterreich, een club die al jaren in de top van het Europese tafeltennis meedraait.
Schlager begon met tafeltennis toen hij 6 jaar oud was. De rechtshandige shakehand-speler leerde het van zijn vader en zijn broer, die ook in de top van Oostenrijk zaten. Hij werd wereldkampioen in Parijs, door de Zuid-Koreaan Joo Se-hyuk in de finale te verslaan.
Hij werd daarmee de tweede wereldkampioen uit Oostenrijk. Richard Bergmann, die in 1937 won, bleef hem voor.
Schlager stond in juni 2003 één maand op de eerste positie van de ITTF-wereldranglijst.

## Toernooihoogtepunten
- ITTF Wereldkampioen enkelspel 2003, brons in 1999
- Verliezend finalist World Cup 1999
- Europese Top-12 2008, winnaar (finale tegen Vladimir Samsonov)
- Europese Top-12 2000, winnaar (finale tegen Yang Min)
- Europese Top-12 2006, runner-up (finale tegen Timo Boll)
- Europese Top-12 2004, runner-up (finale tegen Michael Maze)
- Europese Top-12 2003, 3e plaats
- Europees kampioen dubbelspel (met Karl Jindrak), zilver in 2008 (met Trinko Keen)
- Europees kampioen gemengd dubbel 2003 (met Krisztina Tóth)
- Zilver Europese Kampioenschappen enkelspel 2009, brons in 2002

ITTF Pro Tour:
Enkelspel:
- Winnaar Australië Open 1996
- Winnaar Brazilië Open 2002
- Winnaar Korea Open 2002
- Winnaar Kroatië Open 2004

Dubbelspel:
- Winnaar Engeland Open 1996 (met Karl Jindrak)
- Winnaar Amerika Open 1996 (met Karl Jindrak)
- Winnaar Australië Open 1996 en 1999 (beide met Karl Jindrak)
- Winnaar Polen Open 1997 (met Karl Jindrak)
- Winnaar Kroatië Open 1998 (met Karl Jindrak)
- Winnaar Tsjechië Open 1999 (met Karl Jindrak)
- Winnaar Denemarken Open 2000 (met Karl Jindrak)
- Winnaar Brazilië Open 2001 en 2002 (beide met Karl Jindrak)
- Winnaar Rusland Open 2005 (met Aleksandar Karakašević)
- Winnaar Duitsland Open 2006 (met Patrick Chila)

- Gemeinsame Normdatei: 131458523
- International Standard Name Identifier: 0000 0001 1738 0319
- Library of Congress Control Number: no2011048833
- Virtual International Authority File: 3605922
- WorldCat: E39PBJmMYCfDjdgGpPGC7jYpT3